# Oldřich Klimeš
Oldřich Klimeš (* 21. července 1920 Bystrc) je bývalý český fotbalový útočník a trenér.

## Hráčská kariéra
Bystrcký rodák a odchovanec hrál v nejvyšší soutěži za SK Židenice (původní název Zbrojovky Brno) a MEZ Židenice (tento klub nemá nic společného s SK Židenice/Zbrojovkou). Vstřelil 4 prvoligové branky.
Byl členem slavného dorostu SK Židenice z konce 30. let 20. století. Dalších šest jeho tehdejších spoluhráčů si v dresu židenického A-mužstva zahrálo I. ligu (brankář Kosta, záložníci Res, M. Vaněk a Zapletal, útočníci J. Červený a Krejčíř).
Ze Židenic se zanedlouho vrátil do Bystrce, kde hrál za mateřský oddíl několik sezon ve 3. nejvyšší soutěži (I. A třída BZMŽF), po válce hrál na stejné úrovni za Spartu Brno. Na sklonku kariéry se jako výpomoc objevil v židenické „Čafce“.

### Ligová bilance
| Ročník          | Zápasy | Góly | Minuty | Klub             |
| --------------- | ------ | ---- | ------ | ---------------- |
| I. liga 1939/40 | 10     | 4    | –      | SK Židenice      |
| I. liga 1952    | 2      | 0    | –      | ZSJ MEZ Židenice |
| CELKEM I. LIGA  | 12     | 4    | –      |                  |

## Trenérská kariéra
Po skončení hráčské kariéry se stal trenérem. Od sezony 1959/60 trénoval Metru Blansko, kterou převzal po Františku Buchtovi.